# Primera División de Uruguay 1957
Liga Profesional de Primera División 1957 var den 55:e säsongen av Uruguays högstaliga i fotboll, och 26:e säsongen som ligan spelades på professionell nivå. Ligan spelades som ett seriespel där samtliga lag mötte varandra vid två tillfällen. Totalt spelades 90 matcher med 293 gjorda mål.
Nacional vann sin 25:e titel som uruguayanska mästare.

## Deltagande lag
10 lag deltog i mästerskapet, samtliga från Montevideo.

## Resultat
| Nr | Lag                  | S  | V | O | F | GM | IM | MS  | P  |
| -- | -------------------- | -- | - | - | - | -- | -- | --- | -- |
| 1  | Nacional             | 18 | 9 | 6 | 3 | 30 | 14 | +16 | 24 |
| 2  | Peñarol              | 18 | 9 | 3 | 6 | 39 | 34 | +5  | 21 |
| 3  | CA Defensor          | 18 | 8 | 4 | 6 | 41 | 33 | +8  | 20 |
| 4  | Fénix                | 18 | 8 | 3 | 7 | 31 | 33 | −2  | 19 |
| 5  | Cerro                | 18 | 7 | 3 | 8 | 35 | 40 | −5  | 17 |
| 6  | Danubio              | 18 | 5 | 6 | 7 | 22 | 22 | 0   | 16 |
| 7  | Montevideo Wanderers | 18 | 5 | 6 | 7 | 23 | 24 | −1  | 16 |
| 8  | Liverpool            | 18 | 7 | 2 | 9 | 25 | 29 | −4  | 16 |
| 9  | Rampla Juniors       | 18 | 5 | 6 | 7 | 26 | 32 | −6  | 16 |
| 10 | Racing Club          | 18 | 5 | 5 | 8 | 21 | 32 | −11 | 15 |